# 藤原秀康
藤原 秀康（ふじわら の ひでやす）は、鎌倉時代前期の武将。承久の乱での後鳥羽上皇側の大将軍。

## 略歴
『尊卑分脈』によれば、藤原北家秀郷流の藤原秀宗の長男である。父・藤原秀宗、祖父・藤原秀忠の業績はまったく伝わっていない。『尊卑分脈』においては、父・秀宗について「実は和田三郎平宗妙の子なれども、秀忠外孫のため嫡男とし、姓藤原を相続」と注記されている。
北面武士、西面武士として院に仕える畿内近国の武士の一族で、下野守、河内守、備前守、能登守、上総介など国司を歴任し、富裕並びなき者とされた。後鳥羽上皇の討幕計画に参与し、有力御家人の三浦義村の弟・胤義を説得して味方に引き入れた。
承久3年（1221年）の承久の乱では挙兵の際に京都守護・伊賀光季を攻め殺す。所従の押松に有力御家人へ宛てた北条義時討伐の院宣を持たせ使者として鎌倉へ送るが、押松は幕府方に捕らえられてしまう。
『吾妻鏡』によれば、北条政子が御家人を説得するために鎌倉で行った演説で秀康は胤義と共に上皇に讒言した逆臣として名を挙げられており、幕府からは京方の中心人物と目されていたことがうかがえる。京方の大将軍として弟・秀澄と共に美濃国と宇治川で幕府軍と戦うが敗北。後鳥羽上皇は秀康らを見捨てて、乱を引き起こした謀臣として逮捕の院宣を出した。秀康は奈良に潜伏するが、10月に河内国で捕らえられ、秀澄と共に京で斬られた。
優れた歌人であった弟・秀能は出家して許され、後に遠島された後鳥羽法皇を慕い隠岐島へ渡っている。

## 関連作品
テレビドラマ
- 鎌倉殿の13人（2022年、NHK大河ドラマ） - 演：星智也